# USA Basketball
La USA Basketball es la federación nacional de baloncesto de los Estados Unidos. Es una organización sin ánimo de lucro y encargada de regular el deporte del baloncesto en los Estados Unidos. También se encarga de representar a su país ante la FIBA así como ante el comité olímpico estadounidense en todo lo referente al deporte de la canasta.
Esta federación nacional fue fundada en 1974 con el nombre de Amateur Basketball Association of the United States of America (Asociación Amateur de Baloncesto de los Estados Unidos de América). Fue renombrado como USA Basketball en el 12 de octubre de 1989, después de que la FIBA modificara sus estatutos y sus reglamentos para permitir ingresar y competir a jugadores profesionales provenientes de la NBA en sus competiciones internacionales.
La USA Basketball es la responsable de la preparación de las selecciones nacionales de baloncesto, tanto masculina como femenina, que representan a Estados Unidos en los torneos internacionales tales como el Campeonato Mundial de Baloncesto, los Juegos Olímpicos, los Juegos Panamericanos, el Torneo de las Américas y el Campeonato FIBA Américas.
Así mismo tiene como misión la promoción del baloncesto para hacer llegar dicho deporte al mayor número de aficionados posible.